# جان باتيست دينيس
 جان-باتيست دينيس (1643 – 3 أكتوبر 1704) (بالفرنسية:Jean Baptiste Denis) طبيب فرنسي، مشهور بأنه قام بأول عملية نقل دم لإنسان.